# Pillan Patera
La Pillan Patera è una struttura geologica della superficie di Io.